# Nicky's Film
Nicky's Film è un cortometraggio del 1971 diretto da Abel Ferrara.
Primo cortometraggio noto del regista.

## Trama
Il giovane Nicky è ossessionato dalla presenza di due uomini vestiti di nero che sembrano aspettare qualcuno davanti a casa sua, appoggiati a un'automobile. Temendo per la sua vita, si arma di coltello per affrontarli, ma uno di quelli gli spara, uccidendolo.